# Cephalotaxus lanceolata
Cephalotaxus lanceolata е вид растение от семейство Cephalotaxaceae. Видът е световно застрашен, със статут Уязвим.

## Разпространение
Разпространен е в Китай.